# Distretto di Santa Rosa (Lambayeque)
Il distretto di Santa Rosa è uno dei venti distretti della provincia di Chiclayo, in Perù. Si trova nella regione di Lambayeque e si estende su una superficie di 14,09 chilometri quadrati.

Istituito il 2 agosto 1920, ha per capitale la città di Santa Rosa; nel censimento 2005 contava 10.935 abitanti.